# Sally Bush
Sally Bush (Salem, 29 ottobre 1860 – Salem, 3 novembre 1946) è stata una fotografa e filantropa statunitense.
Nota in particolare per la sua generosità verso le persone affamate durante la Grande Depressione degli anni '30, ha anche lavorato come hostess di suo padre nella loro casa, Bush House a Salem, Oregon, negli Stati Uniti.

## Vita e formazione
Sally Bush, figlia di Asahel Bush e Eugenia (Zieber) Bush, era la terza dei loro quattro figli. Quando aveva tre anni, sua madre morì di tubercolosi. Ha frequentato la Sacred Heart Academy a Salem e si è diplomata al Seminario Moravian di Betlemme, in Pennsylvania. Dopo aver frequentato la scuola Martha Burnham a Northampton, nel Massachusetts, si laureò allo Smith College nel 1883.
Mentre era ancora a Smith, scelse i mobili per la nuova residenza Bush a Salem, che alla fine fu completata nel 1887.

## "La signora della casa"
Per i successivi trent'anni, Bush ospitò ospiti della città, così come le conoscenze commerciali e politiche di suo padre. Lei era: 
 ... l'amorevole custode della casa; la padrona di casa alle cene di suo padre; l'avido giardiniere, coltivando i fiori del Conservatorio di nuova costruzione vicino alla casa, gestendo le aiuole e gli alberi da frutto della proprietà; l'amante degli animali, prendendosi cura delle mucche e delle altre creature del cortile, prendendosi cura dei cani e dei gatti - in particolare dei gatti - che la gente lasciava a casa sua, sapendo che a ciascuno sarebbe stata data una casa. 
 Ha "portato avanti le sue numerose organizzazioni benefiche senza ostentazione", incoraggiando e talvolta finanziando le prime carriere di giovani scrittori e artisti. Sebbene fosse una "vegetariana completa", offriva agli ospiti secondi piatti a base di pesce, pollame o carne, oltre a molte scelte di verdure. Era un membro del Salem Garden Club e della Chiesa Unitaria.
Bush acquistò un'auto elettrica Baker del 1909, ma smise di guidarla dopo la sua prima uscita, quando guidandola sfondò il finestrino di una farmacia locale. Successivamente, gli autisti guidarono la macchina per lei.
Nel 1912, era diventata vice presidente della banca Ladd e Bush fondata da suo padre.

## Fotografia
Insieme a suo fratello A. N. Bush, Sally Bush è diventata un'abile fotografa. Gli archivi della Biblioteca pubblica di Salem includono oltre 2200 delle loro fotografie, più della metà scattate da lei, alcune con negativi su lastre di vetro. Ha creato sia ritratti che candide foto dei suoi amici e familiari, della Bush House, e dei giardini e il giardino d'inverno.

## Eredità
Bush è ricordata come "una donna gentile, generosa e compassionevole, sempre pronta ad aiutare le famiglie bisognose di cibo o vestiti". In suo onore, il Bush House Museum ha istituito un'annuale Sally Bush Memorial Food Drive, in concomitanza con la campagna "Women Ending Hunger" della Marion-Polk Food Share.